# Primaire waterkering
Een primaire waterkering is in Nederland een dijk die beschermt tegen het buitenwater, zoals vastgelegd in de Waterwet. In Nederland waren in 2001 3585 km primaire waterkeringen. 
De kaden die gebieden in Limburg beschermen tegen de Maas vallen sinds 2006 ook onder de primaire waterkeringen.
Het beheer van deze dijken is in Nederland voor het eerst integraal geregeld in de Wet op de waterkering van 15 januari 1996. Deze wet is inmiddels opgegaan in de Waterwet. In de Wet op de Waterkering was Nederland ingedeeld in 57 dijkringgebieden en 27 verbindende waterkeringen. Verbindende waterkeringen zijn dijken, dammen en constructies die verder landinwaarts gelegen dijkringgebieden beschermen. Voorbeelden van verbindende waterkeringen zijn:
- de Afsluitdijk
- de Houtribdijk
- de Maeslantkering

Een dijkringgebied is een gebied omgeven door een primaire waterkering, zoals dijken, duinen, technische kunstwerken en hoge gronden. Hoge gronden zijn gebieden die van nature ruim boven hoogwater liggen. Voorbeelden zijn de Veluwe, de Utrechtse Heuvelrug en het Rijk van Nijmegen. De waterkeringen van een dijkringgebied kunnen ook keringen zijn die alleen bij doorbraak van andere dijken aan water liggen, zoals slaperdijken.
Elk dijkringgebied heeft een normfrequentie voor de waterstand waartegen de waterkeringen bestand moeten zijn. De normfrequentie is bepaald op basis van het advies van de Deltacommissie. De normfrequentie is afhankelijk van de aard van de bedreiging (rivier, zee, meer), de omvang en het belang van het gebied. De verbindende waterkering hebben een normfrequentie gelijk aan de hoogste van de normfrequenties van de te beschermen dijkringgebieden.
Dit systeem van normfequenties is in 2017 vervallen, en vervangen door een toelaatbare overstromingskans. Deze is gebaseerd op het overstromingsrisico. Deze kans geldt per dijkvak, dus zijn ook de dijkringen niet meer relevant. 
Naast primaire waterkeringen is er binnen dijkringgebieden vaak een stelsel van regionale keringen die veelal - abusievelijk - secundaire waterkeringen of boezemkaden worden genoemd.